# Tides of War
Tides of War (também conhecido como USS Poseidon: Phantom Below e Phantom Below; bra: Ameaça Submarina) é o primeiro filme lançado pela estúdio baseado no Hawaii Pacific Films.

## Elenco
- Adrian Paul como Comandante Frank Habley
- Catherine Dent como Tenente Claire Trifoli
- Kent McCord como Vice-Almirante Sommervile
- Mike Doyle como Tenente-Comandante Tom E. Palatonio
- Matt Battaglia como Chefe do Barco Dizzy Malone
- Mark Deklin como Capitão Galasso
- Eitan Kramer como Suboficial Buckley
- Eyal Podell como Suboficial Murray
- Todd Babcock como Agente do Inverno do NSA
- Larry Wegger como  Contra-Almirante Merritt
- Gene DeFrancis como Sargento-Ajudante
- Eileen Grubba como Rebeca Malone
- Mathew St. Patrick como Tenente-Comandante Steven Barker
- Steve Boatright como Diretor de Armas
- Mark Sanderson como Tenente Corey Roperto